# Aqal
Aqal (kinesiska: 阿恰勒) är en köping i Kina. Den ligger i den autonoma regionen Xinjiang, i den nordvästra delen av landet, omkring 780 kilometer sydväst om regionhuvudstaden Ürümqi. Antalet invånare är 7 309. Befolkningen består av 3 484 kvinnor och 3 825 män. Barn under 15 år utgör 30 %, vuxna 15-64 år 64 %, och äldre över 65 år 5,0 %.
Runt Aqal är det mycket glesbefolkat, med 4 invånare per kvadratkilometer. Trakten runt Aqal är ofruktbar med lite eller ingen växtlighet.
Genomsnittlig årsnederbörd är 146 millimeter. Den regnigaste månaden är maj, med i genomsnitt 30 mm nederbörd, och den torraste är oktober, med 2 mm nederbörd.